# Molophilus (Molophilus) ugundyi
Molophilus (Molophilus) ugundyi is een tweevleugelige uit de familie steltmuggen (Limoniidae). De soort komt voor in het Australaziatisch gebied.